# 伏見心
伏見 こころ（ふしみ こころ、1990年3月30日 - ）は日本のモデル、タレント。京都府出身。本名および旧芸名は伏見心（読み方同じ）。以前はバーゼン、ブレンデンに所属していた。

## 人物
- 小学校の時に芸能スクールに入ったことがきっかけで、8歳の時からモデルを始める。2002年より事務所に所属し、本格的にモデルの仕事を始める。2009年7月よりロンドンに留学のため、一時芸能活動休止[1]。
- 2011年、読売テレビのオーディション番組『ミリオンの扉』の「JJ専属モデル・読者モデルオーディション」で最終候補者として合格し、「JJ」2011年7月号の誌面に登場。しかし専属モデル契約は全員不合格となった。その後、募集された番組アシスタント「ミリオンガール」のオーディションに合格[2]。
- 趣味は茶道、ネイルアート、イラスト。特技はパソコン。

## テレビ出演
- ビーバップ!ハイヒール（朝日放送）
- ビートップスでお買物（読売テレビ）商品モデル
- ミリオンの扉（読売テレビ、2011年7月14日 -）ミリオンガール

## CM出演
- 任天堂「ゲームボーイアドバンス」
- 関西サイクルスポーツセンター
- UR賃貸住宅

## 雑誌
- ゆる巻きヘアアレンジ（ブティック社）
- ディズニーリゾートQ&Aガイドブック（講談社）
- Lemon Teen PLUS（バウハウス）
- ヤングガンガン（スクウェア・エニックス）
- JJ 2011年7月号（光文社）

## 写真集
- スクールガール（撮影・小林基行、新風舎、2005年8月）
- 伏見心vol.1（エンタEX写真集）
- ナチュラリズム（エンタEX写真集）